# Giovanni di Spagna
Giovanni di Spagna (Almanza, 1123 – Le Reposoir, 25 giugno 1160) è stato un religioso e monaco cristiano spagnolo, priore della certosa di Montrieux e poi fondatore di quella del Reposoir. 
Il suo culto come beato è stato confermato da papa Pio IX nel 1864.

## Biografia
Originario di Almanza, si trasferì tredicenne ad Arles per compirvi gli studi e si ritirò poi a vita eremitica sotto la guida di un monaco basiliano: qualche tempo dopo decise di abbracciare la vita religiosa tra i monaci certosini di Montrieux, di cui fu eletto priore.
Sotto il suo priorato, le religiose cesarine del monastero di Prébayon chiesero e ottennero di affiliarsi all'ordine certosino: per loro Giovanni redasse le prime costituzioni delle monache certosine.
Costretto a lasciare Montrieux, si rifugiò con alcuni monaci presso la Grande Chartreuse, da dove fu invitato da Aimone di Faucigny a fondare una nuova certosa sul lago di Ginevra (Le Reposoir): morì trentasettenne nel 1160, dopo nove anni di priorato.

## Il culto
Sulla sua tomba fu eretto un oratorio e l'8 settembre 1649 il vescovo Carlo Augusto di Sales fece traslare le sue reliquie nella sagrestia della chiesa. Dal 19 dicembre 1926 i suoi resti sono venerati nella certosa femminile di Beauregard.
Papa Pio IX, con decreto del 14 luglio 1864, ne confermò il culto con il titolo di beato.
Il suo elogio si legge nel martirologio romano al 25 giugno.